# 陈庆先
陈庆先（1908年12月—1984年1月19日），原名陈长发，中国人民解放军中将，1955年获二级八一勋章、一级独立自由勋章、一级解放勋章。